# Соблазн (фильм, 1987)
«Соблазн» — фильм режиссёра Вячеслава Сорокина, снятый в 1987 году, молодёжная драма. Фильм посвящён памяти Динары Асановой.

## Сюжет
Старшеклассница Женя, изменив место жительства, переходит в другую школу. В новой школе учится много детей из привилегированных семей. Там другие нравы, другие ценности и девушка не может устоять перед соблазном попасть в элиту класса. Она влюбляется в самого популярного парня. Женя, выдавая себя за другую, предав мать, изменив себе, добивается цели, но всё оказывается не так.[как?]

## В ролях
- Алиса Зыкина — Женя Родимцева
- Юний Давыдов — Боря
- Наталья Сорокина — Соня Давыдова
- Сергей Лучников — Вова Вожжов
- Елена Руфанова — Валя Жукова
- Ольга Богданова — Канарейкина
- Татьяна Григорьева — мать Жени
- Александр Ткаченок — отец Жени
- Ирина Селезнёва — Марина, новая жена отца
- Татьяна Шаркова — Галина Викторовна
- Наталья Панина — Маша

## Съёмочная группа
- Режиссёр: Вячеслав Сорокин
- Авторы сценария: Юрий Клепиков, Валерий Стародубцев
- Оператор: Юрий Воронцов